# Dominique Sorain
Dominique Henri Sorain (né le 31 juillet 1955 à Caudéran en Gironde) est un haut fonctionnaire français. 

## Biographie
Dominique Sorain est détenteur d'une licence de droit et ancien élève de l'école d'Administration des Affaires maritimes. Il a successivement été attaché d'administration centrale au ministère des Finances, administrateur des Affaires maritimes, administrateur civil au Ministère de l'Agriculture, directeur départemental de l'agriculture et de la forêt de Dordogne, directeur des pêches maritimes et de l'aquaculture au ministère de l'Alimentation, de la pêche et des affaires rurales, avant d'être nommé en 2005 secrétaire général au ministère de l'Agriculture et de la pêche.
Il est nommé préfet des Vosges en 2009 (titularisé en 2010), de l'Eure en 2011 et de la Réunion en 2014. En 2017, il intègre le Ministère des outre-mer d'Annick Girardin en tant que directeur de cabinet ; face à l'importante crise issue du mouvement social de 2018 à Mayotte, il est nommé, le 28 mars 2018, préfet de Mayotte et « délégué du gouvernement », en remplacement de Frédéric Veau, appelé à d'autres fonctions. Nommé en 2019, Haut-Commissaire de la République en Polynésie française. Il aura à gérer la crise sanitaire (COVID) avec les autorités du Pays.
Il est admis à la retraite à compter du 1er août 2022.

## Récompenses et distinctions

### Décorations
- Officier de la Légion d'honneur 14 juillet 2019[5], chevalier (2006)[6].
- Officier de l'ordre national du Mérite[7]
- Commandeur de l'ordre du Mérite agricole[8]
- Chevalier de l'ordre du Mérite maritime[9]
- Médaille de la Défense nationale, échelon bronze[8]